# سابينا هيدالقو
ماريا سابينا هيدالغو بانو (ولدت في 20 سبتمبر 1999)، معروفة باسم سابينا هيدالغو ، مغنية وراقصة مكسيكية. وهي عضوة في مجموعة البوب العالمية ناويونايد، وتمثل المكسيك.

## سيرة شخصية
ولدت سابينا في غوادالاخارا بالمكسيك. في سن الثانية أدركت رغبتها في أن تصبح راقصة. بدأ غنائها وحبها للريجيتون عندما سمعت أغنية «جاسولينا» من دادي يانكي، ثم بدأت في أخذ دروس في الغناء.
واعدت سابينا لاعب كرة القدم بيبي جونزاليز في فريق ليون نيغروس، تيبا غونزاليس،    من عام 2015 حتى الآن 
في أوائل عام 2020، كشفت على Instagram أنها تعرضت لمضايقات في لوس أنجلوس في 17 فبراير 2020، قائلة: "الحقيقة أنني فكرت كثيرًا قبل كتابة هذه القصص، لأن الكثيرين يعتقدون أنني كتبت هذا للحصول على الاهتمام، ولكن في هذه اللحظة انا لا أهتم حقًا بما يعتقده الآخرون. أريد أن أخبركم بما حدث اليوم، لذا يرجى توخي الحذر الشديد، وخاصة الفتيات، عندما يخرجن بمفردهن.  

## مسار مهني مسار وظيفي
في 21 نوفمبر 2017، تم الإعلان عنها كعضوة في فرقة ناو يونايتد، وهي العضوة الثالثة في الفرقة.
في ديسمبر من نفس العام، أصدرت الفرقة أغنيتها الأولى «Summer In The City».

## فيلموغرافيا

### أشرطة الفيديو والموسيقى
| عام  | عنوان  | فنان        | المرجع. |
| ---- | ------ | ----------- | ------- |
| 2016 | "نينا" | كارلوس أنغر | [ 11 ]  |

### الافلام الوثائقية
| عام  | عنوان                          | الدور | ملاحظات                                                                                       | مرجع   |
| ---- | ------------------------------ | ----- | --------------------------------------------------------------------------------------------- | ------ |
| 2018 | قابل سابينا                    | نفسها | فيديو على قناة ناو يونايتد على YouTube ، حيث تتحدث عن قصة حياتها بأكملها حتى تصل إلى المجموعة |        |
| 2018 | الأحلام تتحقق: الفيلم الوثائقي | نفسها | فيلم وثائقي يوضح إنشاء فرقة البوب العالمية ناويونايتد                                         | [ 12 ] |

## جوائز وترشيحات
في 20 عاما فقط من العمر، سابينا هيدالغو هي أول مكسيكية في التاريخ تم ترشيحها ل MTV الأهدل (جوائز موسيقى الفيديو). تنافست على جائزة أفضل مجموعة مع ناو يونايتد.

## روابط خارجية
- سابينا هيدالقو في قاعدة بيانات الأفلام على الإنترنت
- سابينا هيدالقو على إنستغرام
- sabina على تويتر.
- Sabina Hidalgo's channel on YouTube